# إينوسنت السادس
البابا إينوسنت السادس (باللاتينية: Innocentius VI) ـ (1282 أو 1295 ـ 12 سبتمبر 1362) هو بابا الكنيسة الكاثوليكية في الفترة من 18 ديسمبر 1352 إلى وفاته سنة 1362، وهو البابا الخامس في سلسلة بابوات أفينيون.
ولد باسم إتيان أوبير (بالفرنسية: Étienne Aubert) وكان أسقفًا لنوايون ثم أسقفًا لكليرمون (رسم في هذه الأسقفية سنة 1340)، ثم صار كاردينالًا بحلول سنة 1342. وفي 30 ديسمبر 1352 تبوأ كرسي البابوية في أفينيون.